# Africa Unite: The Singles Collection
Africa Unite: The Singles Collection is een compilatiealbum van Bob Marley & The Wailers, uitgegeven in 2005. Het album bevat singles uit de periode 1970-1984 en drie remixnummers met will.i.am, Eric Clapton en Ashley Beedle.

## Nummers
Alle nummers zijn geschreven door Bob Marley, behalve waar aangegeven.

| Nr. | Titel                                                                                                  | Duur |
| --- | --- | ---- |
| 1.  | Soul Rebel                                                                                             | 3:18 |
| 2.  | Lively Up Yourself                                                                                     | 2:55 |
| 3.  | Trenchtown Rock                                                                                        | 3:28 |
| 4.  | Concrete Jungle                                                                                        | 3:09 |
| 5.  | I Shot the Sheriff                                                                                     | 3:53 |
| 6.  | Get Up, Stand Up (Bob Marley/Peter Tosh)                                                               | 3:17 |
| 7.  | No Woman, No Cry (live) (Vincent Ford)                                                                 | 7:11 |
| 8.  | Roots, Rock, Reggae (Vincent Ford)                                                                     | 3:37 |
| 9.  | Exodus                                                                                                 | 4:29 |
| 10. | Waiting in Vain                                                                                        | 4:15 |
| 11. | Jamming                                                                                                | 3:31 |
| 12. | Is This Love                                                                                           | 3:53 |
| 13. | Sun Is Shining                                                                                         | 4:35 |
| 14. | Could You Be Loved                                                                                     | 3:56 |
| 15. | Three Little Birds                                                                                     | 3:00 |
| 16. | Buffalo Soldier (Bob Marley/N.G. Williams)                                                             | 2:44 |
| 17. | One Love/People Get Ready (Bob Marley/Curtis Mayfield)                                                 | 2:52 |
| 18. | Africa Unite (will.i.am remix)                                                                         | 5:12 |
| 19. | Slogans (nieuwe opname met Eric Clapton op de gitaar)                                                  | 4:00 |
| 20. | Stand Up Jamrock (Ashley Beedle Remix) (Bob Marley/Peter Tosh/Damian Marley/Stephen Marley/Ini Kamoze) | 5:45 |

## Hitnotering
| Africa Unite: The Singles Collection in de Nederlandse Album Top 100 - binnen: 26-11-2005 | Africa Unite: The Singles Collection in de Nederlandse Album Top 100 - binnen: 26-11-2005 | Africa Unite: The Singles Collection in de Nederlandse Album Top 100 - binnen: 26-11-2005 | Africa Unite: The Singles Collection in de Nederlandse Album Top 100 - binnen: 26-11-2005 | Africa Unite: The Singles Collection in de Nederlandse Album Top 100 - binnen: 26-11-2005 | Africa Unite: The Singles Collection in de Nederlandse Album Top 100 - binnen: 26-11-2005 | Africa Unite: The Singles Collection in de Nederlandse Album Top 100 - binnen: 26-11-2005 | binnen: 15-07-2006 | binnen: 15-07-2006 | binnen: 15-07-2006 | binnen: 15-07-2006 | binnen: 15-07-2006 | binnen: 15-07-2006 | binnen: 25-12-1999 | binnen: 25-12-1999 | binnen: 25-12-1999 |
| Week                                                                                      | 01                                                                                        | 02                                                                                        | 03                                                                                        | 04                                                                                        | 05                                                                                        |                                                                                           | 06                 | 07                 | 08                 | 09                 | 10                 |                    | 11                 |                    |                    |
| ----------------------------------------------------------------------------------------- | ----------------------------------------------------------------------------------------- | ----------------------------------------------------------------------------------------- | ----------------------------------------------------------------------------------------- | ----------------------------------------------------------------------------------------- | ----------------------------------------------------------------------------------------- | ----------------------------------------------------------------------------------------- | ------------------ | ------------------ | ------------------ | ------------------ | ------------------ | ------------------ | ------------------ | ------------------ | ------------------ |
| Nummer                                                                                    | 99                                                                                        | 68                                                                                        | 66                                                                                        | 72                                                                                        | 94                                                                                        | uit                                                                                       | 100                | 88                 | 88                 | 85                 | 80                 | uit                | 100                | uit                |                    |

Bob Marley · Junior Braithwaite · Beverley Kelso · Bunny Wailer · Peter Tosh · Cherry Smith · Constantine "Vision" Walker · Earl "Chinna" Smith · Aston Barrett · Joe Higgs · Earl Lindo · Carlton Barrett · Al Anderson · Alvin Patterson · Junior Marvin · Donald Kinsey · Tyrone Downie · I Threes (Rita Marley · Marcia Griffiths · Judy Mowatt)